# Logan Heights
Logan Heights es un barrio en el centro de San Diego, California. Limita con la Interestatal 5 al sur y al oeste, la Interestatal 15 al este y la Avenida Imperial al norte. Forma parte del Área de Planificación del Sureste de San Diego.

## Historia
En 1871, el congresista John A. Logan escribió una legislación para proveer otorgamientos de terrenos federales y subsidios para ferrocarriles transcontinentales en San Diego. Una calle establecida en 1881 fue nombrada como Logan Heights por su nombre, luego el nombre se extendió a toda la zona. Los planes para construir un ferrocarril nunca se concretaron, y el área empezó a ser predominantemente residencial. Hacia 1900, se había convertido en una de las comunidades más antiguas de San Diego. Su transformación empezó en 1910 con la afluencia de refugiados de la Revolución mexicana, que luego se convirtieron en el grupo étnico predominante del barrio. Por esta razón, en la actualidad tanto los residentes como los no residentes llaman por igual a la parte sur del barrio Barrio Logan, aunque oficialmente aún sigue siendo Logan Heights.

## Demografía
Logan Heights alberga una de las mayores concentraciones de hispanos de San Diego. La composición étnica actual del barrio es la siguiente: las personas de ascendencia hispana representan el 87.6%, seguidas de los afroamericanos (7.1%), los blancos no hispanos (3.7%), los asiáticos (1.4%). El 0.2% restante es de oras razas.

## Cultura
A lo largo del siglo XX, Logan Heights y Barrio Logan se convirtieron en centros culturales y artísticos, con una fuerte influencia de la comunidad mexicoamericana. Hoy en día, el área es conocida por su vibrante escena de arte muralista, especialmente en la zona de Chicano Park, donde se encuentran algunos de los murales más emblemáticos del país. Por ello, Barrio Logan es conocido entre los historiadores y los aficionados al arte.
También es conocido por albergar el Parque Chicano y es muy popular entre la población chicana.
La nueva sucursal de Logan Heights de la Biblioteca Pública de San Diego abrió sus puertas en 2007.